# Лев и львица (Одесса)
Скульптурная группа «Лев и львица» — медная скульптурная группа, состоящая из фигур льва и львицы, установленная в Городском саду в Одессе.

## История появления
Скульптурная группа была выполнена молодым французским скульптором Огюстом Каэном (фр. Auguste-Nicolas Caïn) и была приобретена кем-то из состоятельных одесситов, который установил её на своей даче где-то на Французском бульваре, где она «охраняла» парадный въезд. После установления в Одессе советской власти дача, а вместе с ней и скульптурная группа были национализированы. В середине 1920-х годов городские архитекторы М. В. Замечек и М. Ф. Безчастнов предложили городским властям украсить городские скверы и парки скульптурами, конфискованными у представителей бывшей торгово-аристократической элиты. Так в городском ландшафте появились скульптуры «Амур и Психея» в Пале-Рояле, копия знаменитой статуи Лаокоон на площади Р. Люксембург ( позже перенесли к Археологическому музею) и другие. Композиция Лев и львица были установлены в Городском саду в 1927 году.

## Современное состояние
Было доподлинно известно, что с момента установки скульптур в Городском саду в 1927 году до начала XXI века они ни разу не реставрировались. В скульптурах появились отверстия (в том числе пулевые) и трещины, произошли деформации, корпус скульптур покрылся толстым слоем окислов меди и грязи. В реставрации нуждались и каменные постаменты. В 2006 году обе скульптуры в течение полугода реставрировались в мастерских Киевской корпорации «Консервация и реставрация» и вернулись на своё место в 2007 году. В процессе реставрации выяснилось, что обе скульптуры, общий вес которых составляет полторы тонны, были отлиты с соблюдением очень сложной технологии, так как они сделаны из практически чистой меди — чистота которой в скульптурах 99,7%. Стоимость реставрации составила чуть больше 200 000 гривен.